# المحويت

تعديل مصدري - تعديل

مدينة المحويت عاصمة محافظة المحويت في شمال اليمن، وتعتبر من المحافظات العريقة في التاريخ اليمني القديم، حيث وجدت الآن آلاف التحف والآثار بالإضافة إلى القبور التي تعود للازمنة الغابرة في التاريخ. ويعتبر جبل حفاش وملحان نقطتان بارزتان في التاريخ اليمني القديم، حيث يعود لهما الفضل في تحرير اليمن من الأحباش الذين لم يستطيعوا دخول هذه المناطق لوعورة تضاريسها، وقد ظلت حفاش رائدة في التاريخ القديم. ومن المناطق المعروفة بجبل حفاش قرى كثيرة منها قرية عزان بعزلة الذاري والذي يقطنها رجال من العيار الثقيل. وأما بالنسبة لشبام كوكبان وما جاورها في أيضاً معروفة في التاريخ اليمني ولا غنى أيضاً للإسهاب.
تُقسّم محافظة المحويت إدارياً إلى تسع مديريات وهي : مديرية شبام كوكبان والطويلة والرجم ومدينة المحويت وجبل المحويت والخبت وحفاش وملحان وبني سعد.

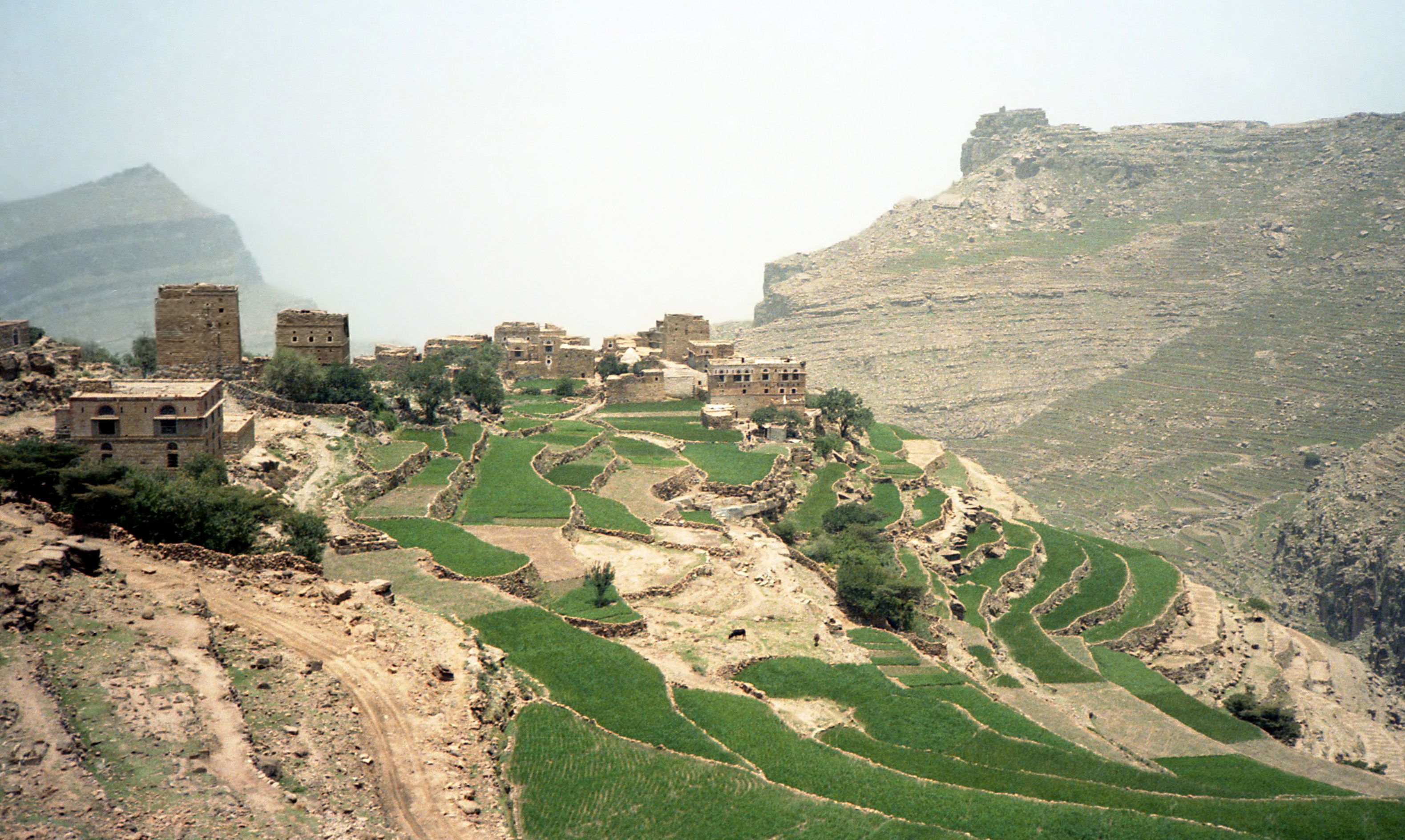
حقول المدرجات بالقرب من مديرية الطويلة بالمحويت

ومن أجمل المناطق بمحافظة المحويت: الريادي والأهجر وسهل حلوان (سهل الرجم) ووادي المدينة بأسفل جبل حفاش والخضراء أيضاً بحفاش كما يمر وادي سردد بأسفل حفاش وملحان.
وتعتبر منطقة بني سعد من المناطق النائية باليمن على وجه العموم وفيها من الأشياء الغريبة والتي تدل على الأصالة والعمق التاريخي.
كما أن وادي لاعة الذي يفصل بين المحويت وحجة يعتبر علامة بارزة وتسكنه قبايل من أعرق القبايل في شبه الجزيرة العربية تعود أصولها لتبابعة اليمن وملوك حمير إذ تعود أصولهم لذي سخط أو ما يسمى بالسخطيين من أبناء التبابعة الحميريين.
ولم يحدث أن جرى التاريخ اليمني حاضره وماضيه دون أن يعرج بشكل أو باخر إلى بلاد المحويت أو ما تسمى ببلاد حمير والتي انضوت تحت الحكم الجمهوري الحالي دون أن يكون لها شيء بارز حتى هذه اللحظة.
كما أنه يوجد في مديرية ملحان معالم ومشاهد أثريه تعود لما قبل التاريخ وتتميز بجبالها الشاهقه وتضاريسها الوعرة التي يتحصن بها أبناؤها عند الغزو والحروب وهناك العديد من الحصون لازالت تشهد إلى الآن.
من أبرز علمائها العلامة الفقيه عبد الرزاق الشاحذي والشيخ الفقيه أحمد الشيخ والقاضي محمد أحمد الصرمي.

## المناخ
يظهر الجدول التالي التغييرات المناخية على مدار السنة لالمحويت:
| البيانات المناخية لـالمحويت       | البيانات المناخية لـالمحويت | البيانات المناخية لـالمحويت | البيانات المناخية لـالمحويت | البيانات المناخية لـالمحويت | البيانات المناخية لـالمحويت | البيانات المناخية لـالمحويت | البيانات المناخية لـالمحويت | البيانات المناخية لـالمحويت | البيانات المناخية لـالمحويت | البيانات المناخية لـالمحويت | البيانات المناخية لـالمحويت | البيانات المناخية لـالمحويت | البيانات المناخية لـالمحويت |
| الشهر                             | يناير                       | فبراير                      | مارس                        | أبريل                       | مايو                        | يونيو                       | يوليو                       | أغسطس                       | سبتمبر                      | أكتوبر                      | نوفمبر                      | ديسمبر                      | المعدل السنوي               |
| --------------------------------- | --------------------------- | --------------------------- | --------------------------- | --------------------------- | --------------------------- | --------------------------- | --------------------------- | --------------------------- | --------------------------- | --------------------------- | --------------------------- | --------------------------- | --------------------------- |
| متوسط درجة الحرارة الكبرى °م (°ف) | 22.6 (72.7)                 | 24.8 (76.6)                 | 25.7 (78.3)                 | 25.4 (77.7)                 | 26.7 (80.1)                 | 29.0 (84.2)                 | 27.4 (81.3)                 | 27.0 (80.6)                 | 26.4 (79.5)                 | 23.5 (74.3)                 | 21.6 (70.9)                 | 21.1 (70.0)                 | 25.1 (77.2)                 |
| المتوسط اليومي °م (°ف)            | 13.8 (56.8)                 | 15.4 (59.7)                 | 17.2 (63.0)                 | 17.8 (64.0)                 | 19.3 (66.7)                 | 20.7 (69.3)                 | 21.1 (70.0)                 | 20.9 (69.6)                 | 19.3 (66.7)                 | 16.7 (62.1)                 | 14.5 (58.1)                 | 13.6 (56.5)                 | 17.5 (63.5)                 |
| متوسط درجة الحرارة الصغرى °م (°ف) | 5.1 (41.2)                  | 6.0 (42.8)                  | 8.7 (47.7)                  | 10.2 (50.4)                 | 12.0 (53.6)                 | 12.5 (54.5)                 | 14.8 (58.6)                 | 14.8 (58.6)                 | 12.2 (54.0)                 | 9.9 (49.8)                  | 7.5 (45.5)                  | 6.1 (43.0)                  | 10.0 (50.0)                 |
| الهطول مم (إنش)                   | 8 (0.3)                     | 11 (0.4)                    | 27 (1.1)                    | 51 (2.0)                    | 29 (1.1)                    | 7 (0.3)                     | 46 (1.8)                    | 71 (2.8)                    | 16 (0.6)                    | 5 (0.2)                     | 10 (0.4)                    | 8 (0.3)                     | 289 (11.3)                  |
| المصدر: Climate-Data.org          |                             |                             |                             |                             |                             |                             |                             |                             |                             |                             |                             |                             |                             |